# Piotr Trzęsiński
Piotr Trzęsiński (ur. 1906, zm. 13 marca 1968) – polski naukowiec, specjalista w zakresie chemicznych właściwości surowca rybnego oraz wykorzystania rybnych surowców odpadowych.

## Życiorys
Rozpoczął studia na wydziale chemii Uniwersytetu Jagiellońskiego w Krakowie, które ukończył w 1936. Pełnił funkcję kierownika Zakładu Technologii Rybnej Morskiego Instytutu Rybackiego. Posiadał również tytuł doktora nauk chemicznych uzyskany w grudniu 1945 na wydziale matematyczno-przyrodniczym Uniwersytetu Jagiellońskiego, był także członkiem Polskiego Towarzystwa Chemicznego. Wykładał na Wydziale Farmacji Akademii Medycznej w Gdańsku. W 1954 otrzymał stopień profesora nadzwyczajnego w zakresie nauk chemicznych, a w 1965 tytuł profesora zwyczajnego. Postanowieniem prezydenta Rzeczypospolitej z dnia 22 lipca 1951 odznaczony Złotym Kryżem Zasługi.